# Antigo
Antigo è una città degli Stati Uniti d'America, situata in Wisconsin, nella Contea di Langlade, della quale è anche il capoluogo.